# Chloropsina gugae
Chloropsina gugae är en tvåvingeart som beskrevs av Deeming 1981. Chloropsina gugae ingår i släktet Chloropsina och familjen fritflugor.
Artens utbredningsområde är Nigeria. Inga underarter finns listade i Catalogue of Life.